# Siège de Ganjaku
Batailles
Campagne de Kyūshū
- Toshimitsu
- Hetsugi-gawa
- Takajō
- Ganjaku
- Akizuki
- Sendai-gawa
- Kagoshima

Le siège de Ganjaku en 1587 fait partie de la campagne de conquête de Kyūshū menée par  Toyotomi Hideyoshi au cours de l'époque Sengoku. Tandis que son demi-frère attaque le château de Taka sur la côte est de l'île, Hideyoshi débarque sur la côte nord dans la province de Chikuzen et se dirige vers le château de Ganjaku, tenu par un obligé d'Akizuki Tanezane.
Hideyoshi pense ne consacrer qu'une petite partie de ses forces au siège du château tandis que le reste de son armée continuerait son chemin. Cependant, il semble qu'aucun de ses généraux ne souhaite être laissé derrière pour mener le siège et Gamō Ujisato finit par accepter. Assis sur une colline environnante, Hideyoshi observe la bataille avant d'offrir des ryō (pièces d'or) aux samouraïs pour chaque tête d'ennemi apportée.

## Source de la traduction
- (en) Cet article est partiellement ou en totalité issu de l’article de Wikipédia en anglais intitulé « Siege of Ganjaku » (voir la liste des auteurs).